# E901号線
E901号線 (E901ごうせん、英: European route E901) は、欧州自動車道路のBクラス幹線道路。全線がスペインにあり、マドリードとバレンシアを結ぶ。

## 経路

### 経過する主要都市
- スペイン
  - E90号線,E05号線 – マドリード
  - E15号線 – バレンシア